# Edna Andrade
Edna Andrade fue una artista abstracta estadounidense, nacida el 25 de enero de 1917 en Portsmouth y fallecida el 17 de abril de 2008 en Filadelfia. Fue una de las pioneras del Op-art.·

## Datos biográficos

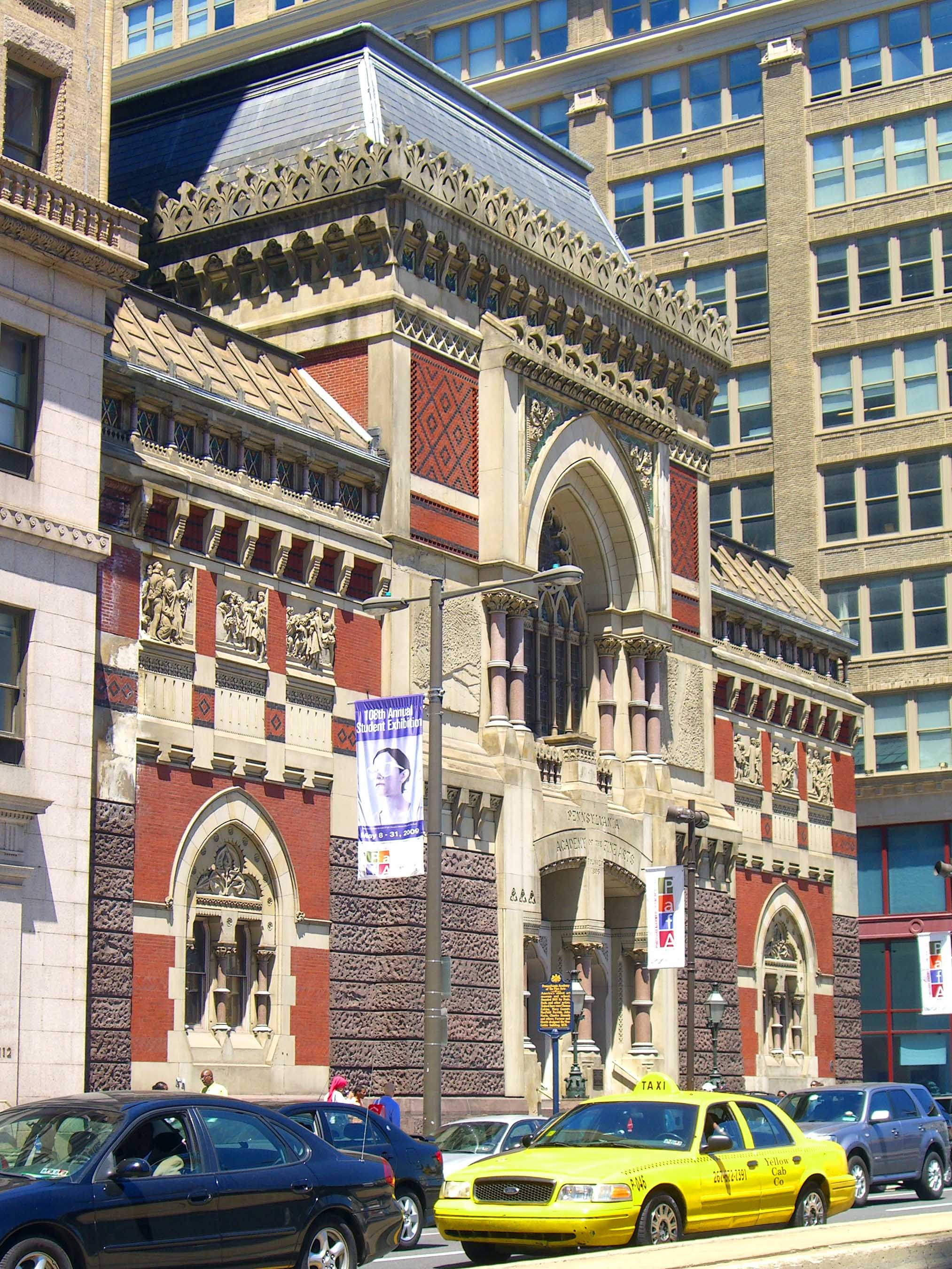
Academia de Bellas Artes de Pensilvania, donde estudió Edna Andrade

Edna Andrade se graduó en la Academia de Bellas Artes de Pensilvania y la Universidad de Pensilvania con un BFA.
Fue profesora en la Universidad de las Artes (del inglés: University of the Arts) de Filadelfia, y una beca lleva su nombre.
Sus obras se conservan en el Museo de Arte de Filadelfia.

## Exposiciones
- 1993 "Cool Waves and Hot Blocks: The Art of Edna Andrade," Pennsylvania Academy
- 2003 "Edna Andrade, Optical Paintings: 1963-1988", Institute of Contemporary Art, v:Philadelphia[5]
- 2007 "Edna Andrade Optical Paintings, 1960-1966", Galería Locks,[6]